# Saverio Lucariello
Saverio Lucariello, né le 29 avril 1958 à Naples et mort le 13 mars 2023 à Sens, est un peintre, sculpteur et vidéaste italien .

## Biographie
Saverio Lucariello vivait et travaillait à Piffonds et Paris. 

## Expositions
- 2019 : « Le réel est une fiction, seule la fiction est réelle »[2], exposition des 40 ans du centre d'art contemporain de Meymac

- 2008 :
  - Galerie Georges-Philippe et Nathalie Vallois, Paris
  - « Terre! » site de la briqueterie, Ciry-le-Noble
  - « Coquillages et croustacées », MIAM, Sète
- 2007 : Villa Arson, Nice
- 2005
  - Parc Saint-Léger, entre d'art contemporain, Pougues-les-Eaux
  - « Minimal Tragic », Galerie Georges-Philippe et Nathalie Vallois, Paris
- 2003
  - « Le Babaréel », Galerie Georges-Philippe et Nathalie Vallois, Paris
  - Ceaac, Strasbourg
  - TZR Gallery, Bochum, Allemagne
  - Galerie Domi Nostrae, Lyon
  - Institut culturel italien de Strasbourg
  - Vidéokiosque, Ibos, France
- 2002 : « Le mont des efforts… », Frac des Pays de la Loire, Carquefou